# Loud Jazz Band
Loud Jazz Band – polsko-norweski zespół założony w 1989 roku przez gitarzystę Mirosława „Carlosa” Kaczmarczyka. Grupa jako pierwsza i jedyna polska formacja wydała płytę w wytwórni Mercury Records – 4Ever 2U. Tytułowa kompozycja znalazła się na II edycji składanki Marka Niedźwieckiego Smooth Jazz Cafe. LJB występował na festiwalach jazzowych w Polsce.

## Skład
Aktualny skład zespołu w roku 2025:
- Mirosław „Carlos” Kaczmarczyk – gitara
- Øyvind Brække – puzon
- Wojciech Staroniewicz – saksofon
- Pawel Kaczmarczyk  – piano
- Kristian Edvardsen – bas elektryczny
- Ivan Makedonov – perkusja
- Maciej Ostromecki – instrumenty perkusyjne
- Knut Løchsen – instrumenty klawiszowe

W ciągu 36 lat od powstania Loud Jazz Band, dodatkowo brało udział w nagraniach i koncertach niemal 30 innych muzyków, głównie z Polski i z Norwegii.

## Galeria

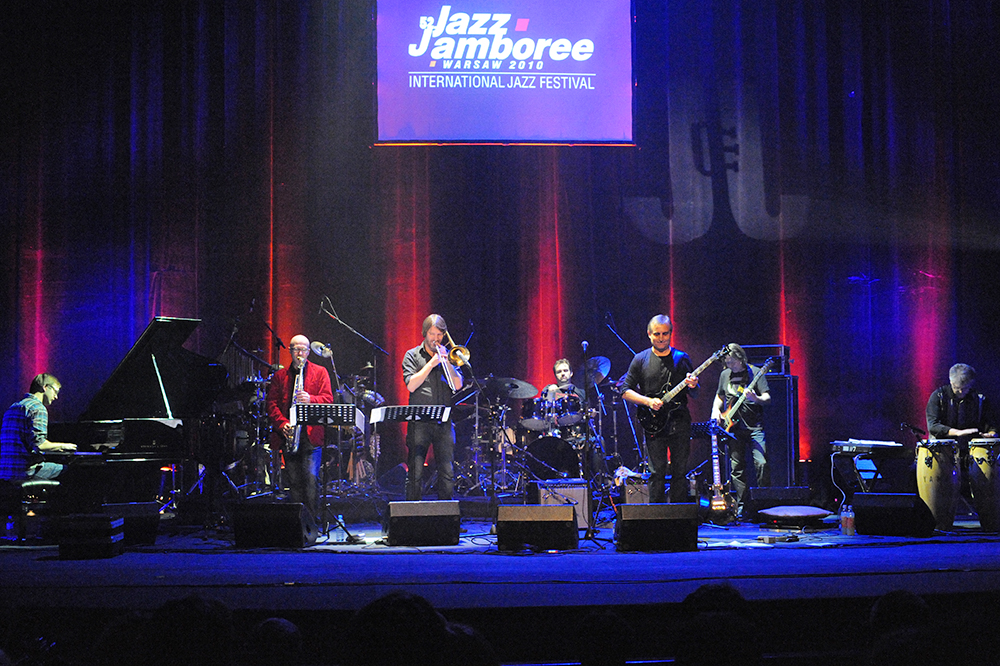
Występ na festiwalu Jazz Jamboree 2010 w Warszawie.
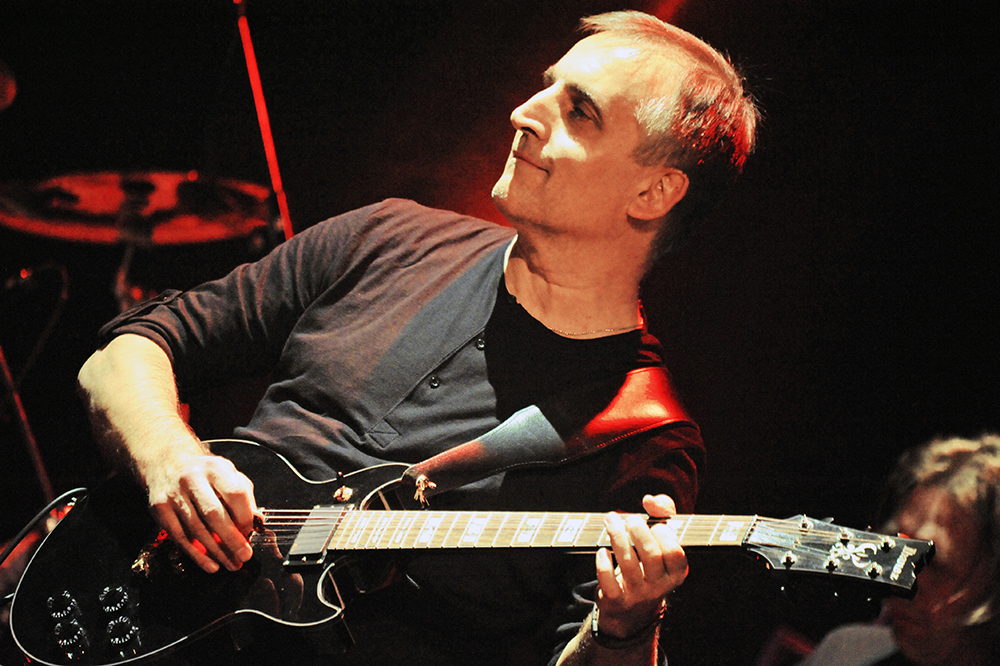
Mirosław „Carlos" Kaczmarczyk - g
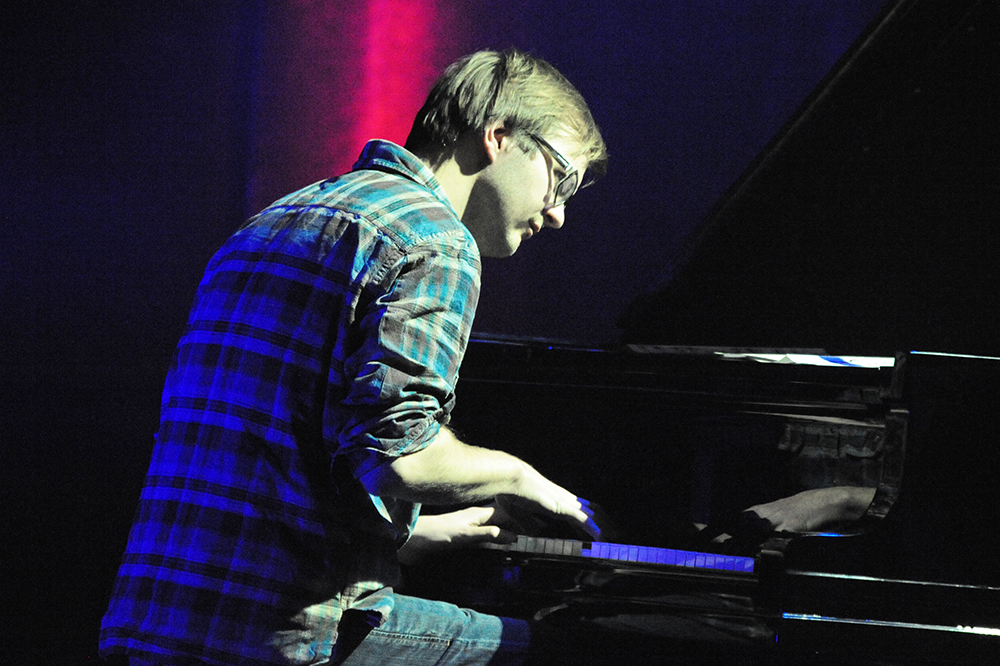
Erlend Slettevoll - p
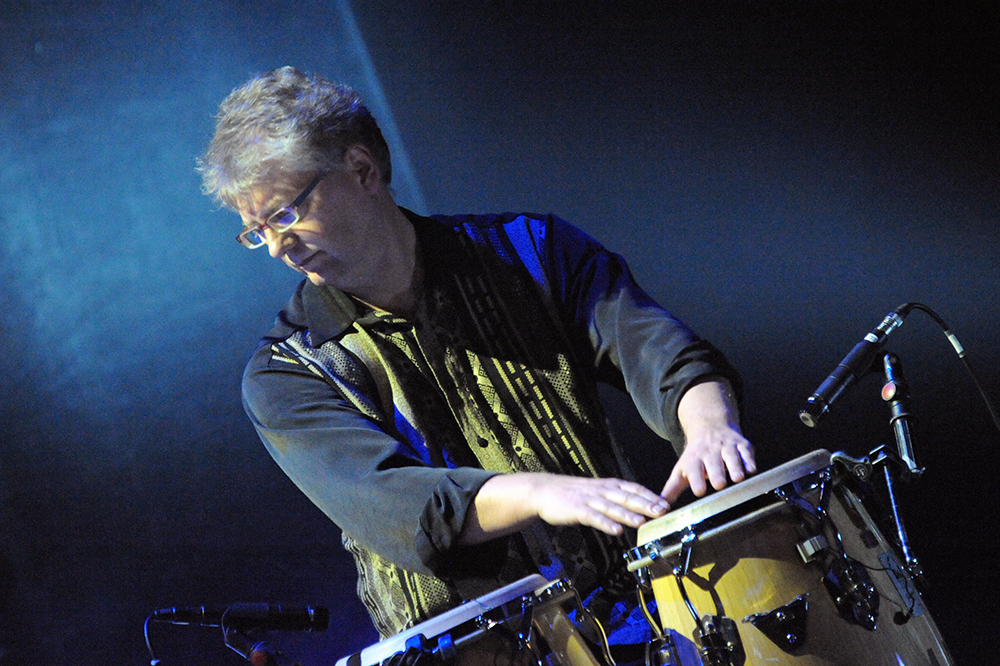
Piotr Iwicki - cng
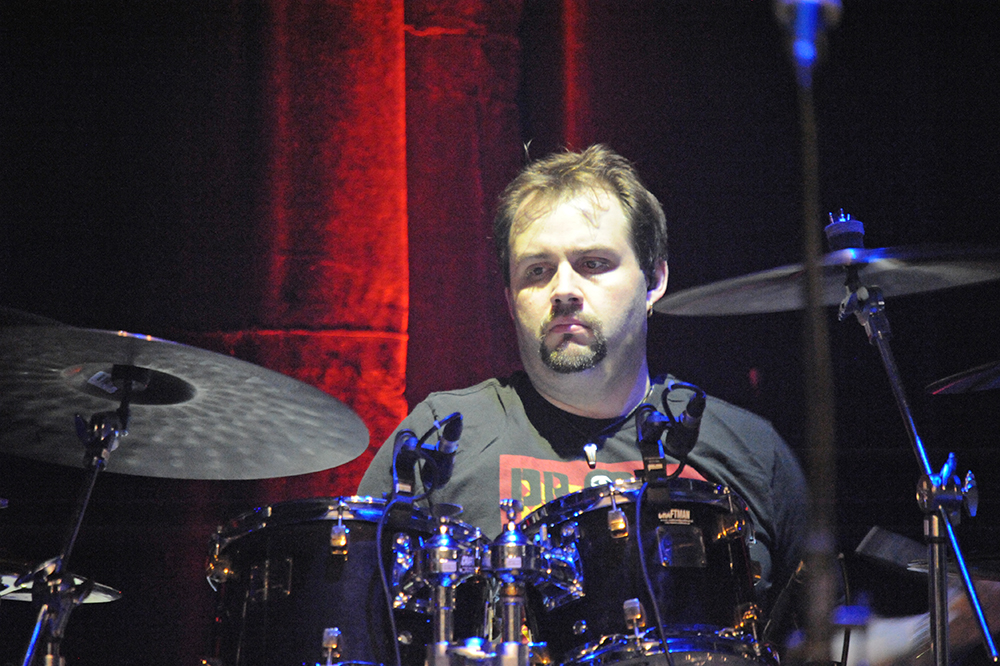
Ivan Makedonov - d
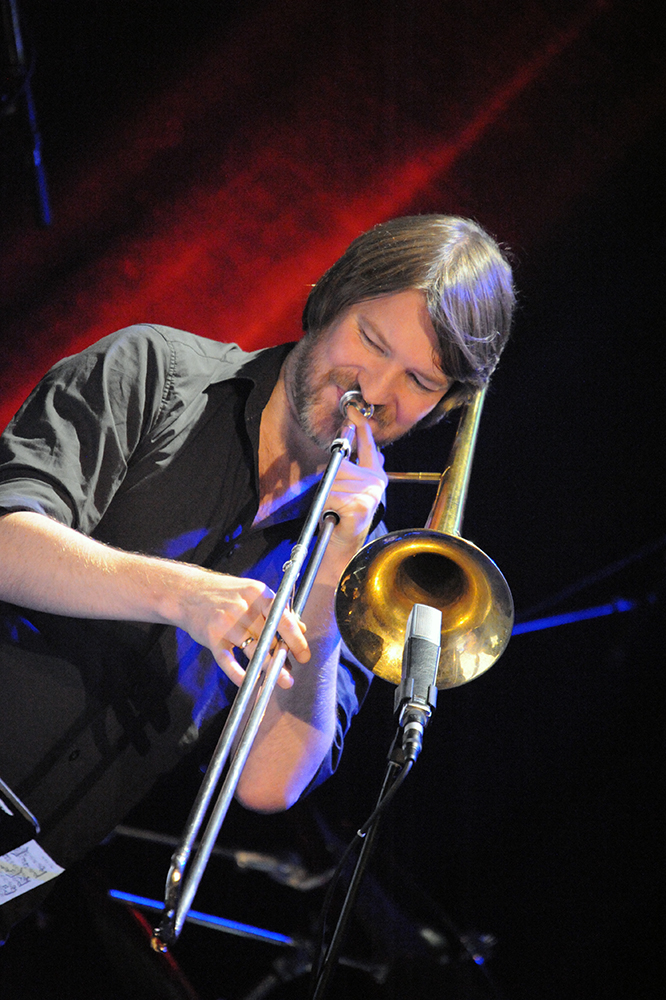
Erik Johannessen - tb
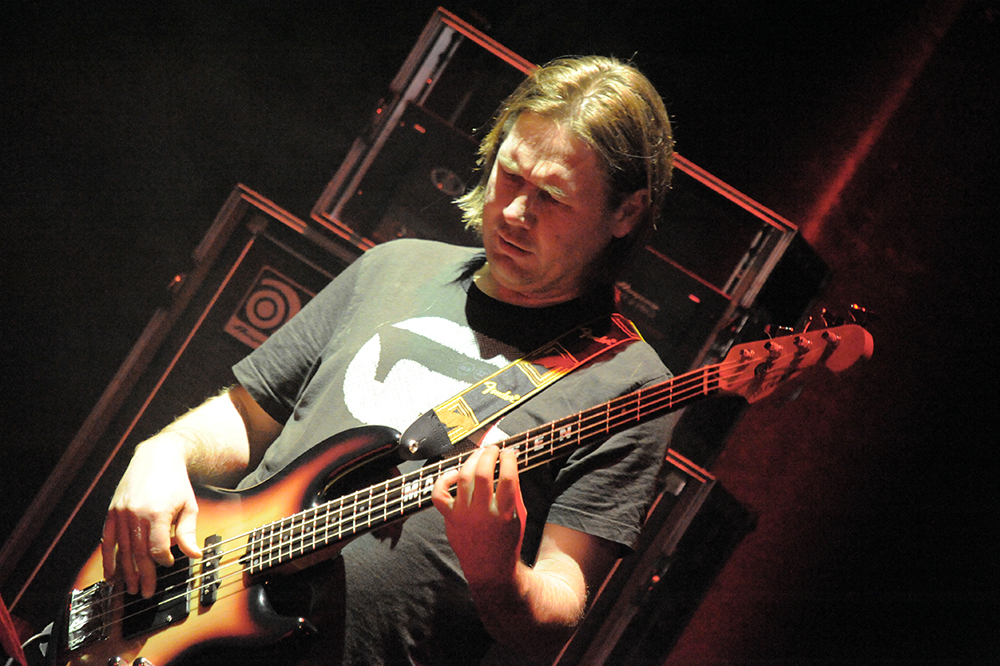
Kristian Edvardsen - bg
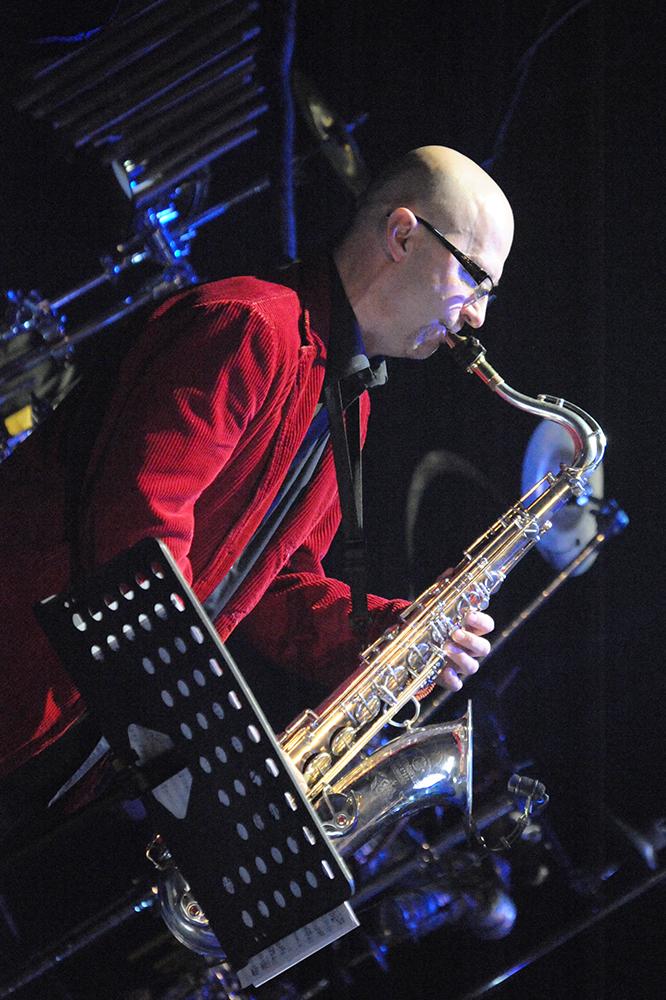
Wojtek Staroniewicz - sax

## Dyskografia
- Passport Jazz Night (1994)
- 4Ever 2U (1994) – nominacja do nagrody Fryderyka
- „Jazz a Go Go” (1994) – składanka – kompozycja „4Ever 2U”
- „Smooth Jazz Cafe 2” – składanka – kompozycja „4Ever 2U”
- Don’t Stop The Train (2004)
- The Way To Salina (2005)
- Passing (specjal edition) (2007)
- Passing (reedycja standardowa – CD) (2009)
- Living Windows (2008)
- The Silence (2010)
- From the distance (2013)
- DVD Live in Warsaw (2014)
- DVD 25 Anniversary concert (2015)
- The giant against the girl  (2017)